# جويل بوهيانبالو
جويل بوهيانبالو (بالفنلندية: Joel Pohjanpalo) هو لاعب كرة قدم فنلندي في مركز الهجوم ولد في يوم 13 سبتمبر 1994 في مدينة هلسنكي في فنلندا وهو حالياً يلعب مع فورتونا دوسلدورف وسبق له اللعب مع نادي آلين وبايرن ليفركوزن ونادي هلسنكي لكرة القدم ونادي كلوب ولعب مع منتخب فنلندا لكرة القدم.

## مسيرته الكروية
لعب جويل بوهيانبالو خلال مسيرته الاحترافية مع 6 أندية في ثلاثة عشر موسمًا وسجل خلالها 83 هدفًا ضمن 186 مباراة. حيث فاز في موسم واحد بالكأس وفي ثلاثة مواسم بالدوري.
خاض جويل بوهيانبالو مسيرته مع Klubi 04 ‏ في عامي 2010-2012 ولمدة موسمين، مشاركًا في 26 مباراة سجل خلالها 33 هدفًا. ثم انتقل إلى نادي هلسنكي في موسم 2011 واستمر معه طيلة ثلاثة مواسم، حيث شارك في 50 مباراة سجل خلالها 16 هدفًا. لينتقل بعدها إلى نادي آلن في موسم 2013–14 لمدة موسم واحد، مشاركًا في 22 مباراة سجل خلالها 5 أهداف. ثم انتقل إلى نادي فورتونا دوسلدورف في موسم 2014–15 ولمدة موسمين، مشاركًا في 55 مباراة سجل خلالها 13 هدفًا. هذا وانتقل لاحقًا إلى نادي باير 04 ليفركوزن في موسم 2016–17 ليلعب معه أربعة مواسم، مشاركًا في 19 مباراة سجل خلالها 7 أهداف. ثم انتقل بعدها إلى نادي هامبورغ في موسم 2019–20 لمدة موسم واحد، مشاركًا في 14 مباراة سجل خلالها 9 أهداف.

## روابط خارجية
- جويل بوهيانبالو على موقع الاتحاد الدولي (مؤرشف)  (الإنجليزية)
- جويل بوهيانبالو على موقع الاتحاد الأوربي (الإنجليزية)
- جويل بوهيانبالو على موقع اتحاد تركيا (لاعب) (الإنجليزية)
- جويل بوهيانبالو على موقع قاعدة بيانات كرة القدم.إي يو (الإنجليزية)
- جويل بوهيانبالو على موقع بيانات كرة القدم. دي إي (الألمانية)
- جويل بوهيانبالو على موقع ليكيب (الفرنسية)
- جويل بوهيانبالو على موقع ناشيونال فوتبول تيمز (الإنجليزية)
- جويل بوهيانبالو على موقع Soccerbase.com (لاعب) (الإنجليزية)
- جويل بوهيانبالو على موقع Soccerway.com (الإنجليزية)
- جويل بوهيانبالو على موقع عالم كرة القدم.نت (الإنجليزية)